# Locomotora Fairlie

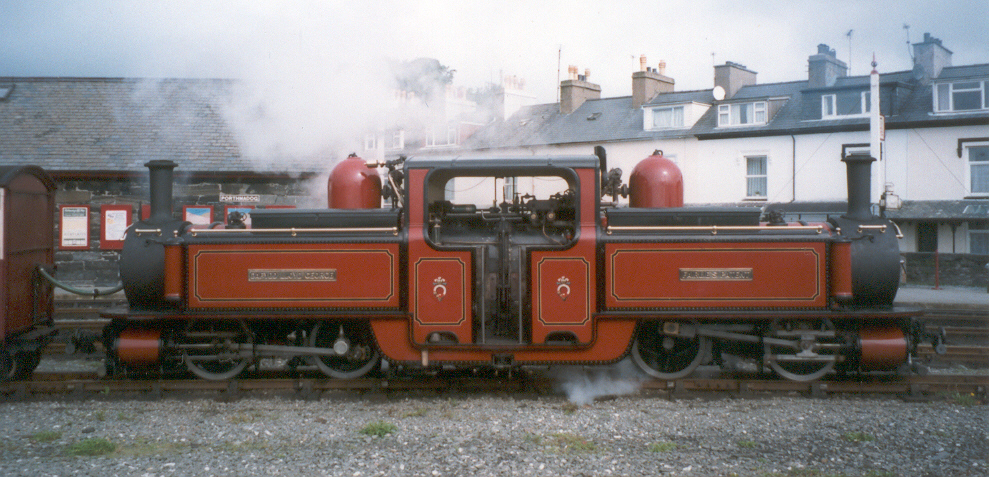
Locomotora Fairlie Doble David Lloyd George del Ferrocarril de Festiniog

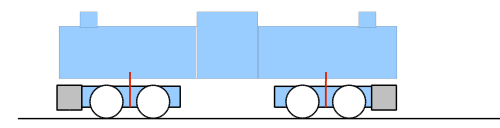
Diagrama de una locomotora Fairlie doble

Una Fairlie es un tipo de locomotora de vapor articulada que tiene las ruedas motrices sobre bogies. La locomotora puede ser de doble extremo (una Fairlie doble) o de un solo extremo (una Fairlie simple). Las Fairlie están históricamente asociadas con el Ferrocarril de Ffestiniog en Gales. 
Si bien las locomotoras Fairlie ya solo se usan en ferrocarriles históricos, la gran mayoría de las locomotoras diésel y eléctricas en el mundo de hoy en día siguen una forma no muy diferente de la Fairlie (dos bogies con todos los ejes motrices). Otras muchas también siguen el concepto de las máquinas de doble extremo de Fairlie, capaces de ser conducidas igualmente bien en ambos sentidos. 

## Desarrollo del diseño

### Locomotora convencional
La Fairlie fue inventada y patentada por el ingeniero escocés Robert Francis Fairlie en 1864. Se había convencido de que el patrón convencional de locomotora era gravemente deficiente; desperdiciando peso en ruedas sin motorizar (el esfuerzo de tracción máximo que puede ejercer una locomotora depende del peso en sus ruedas motrices) y en un ténder que no servía nada más que para transportar combustible y agua, sin contribuir al peso adherente de la locomotora. Además, las locomotoras normales tenían una parte delantera y una parte trasera completamente distintas, y no estaban diseñadas para una conducción prolongada marcha atrás, por lo que se requería una plataforma giratoria o un triángulo de vías en cada terminal para cambiar el sentido de circulación de las máquinas. 

### Locomotora Fairlie Doble

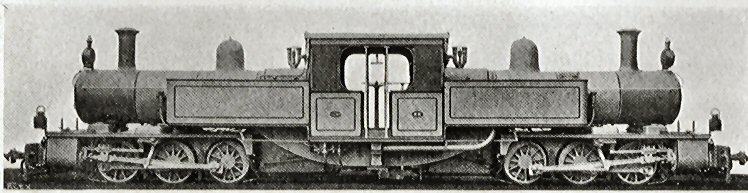
Locomotora Fairlie construida para los Ferrocarriles de Birmania por la Vulcan Foundry Co.

La respuesta de Fairlie fue una locomotora de vapor de doble extremo, que transportaba todo su combustible y agua a bordo de la máquina, y con todos los ejes motrices. El doble extremo se logró colocando una caldera de dos extremos, con un fogón en el centro y una caja de humos en cada lado. La locomotora parecía bastante convencional hasta que el observador se daba cuenta de que la locomotora tenía dos caras, como el dios Jano. Fairlie no fue la primera persona en idear una locomotora de vapor de doble extremo. La "Seraing", construida por John Cockerill para los ensayos de Semmering en 1851, era muy similar en diseño a una Fairlie doble.

#### Fogón

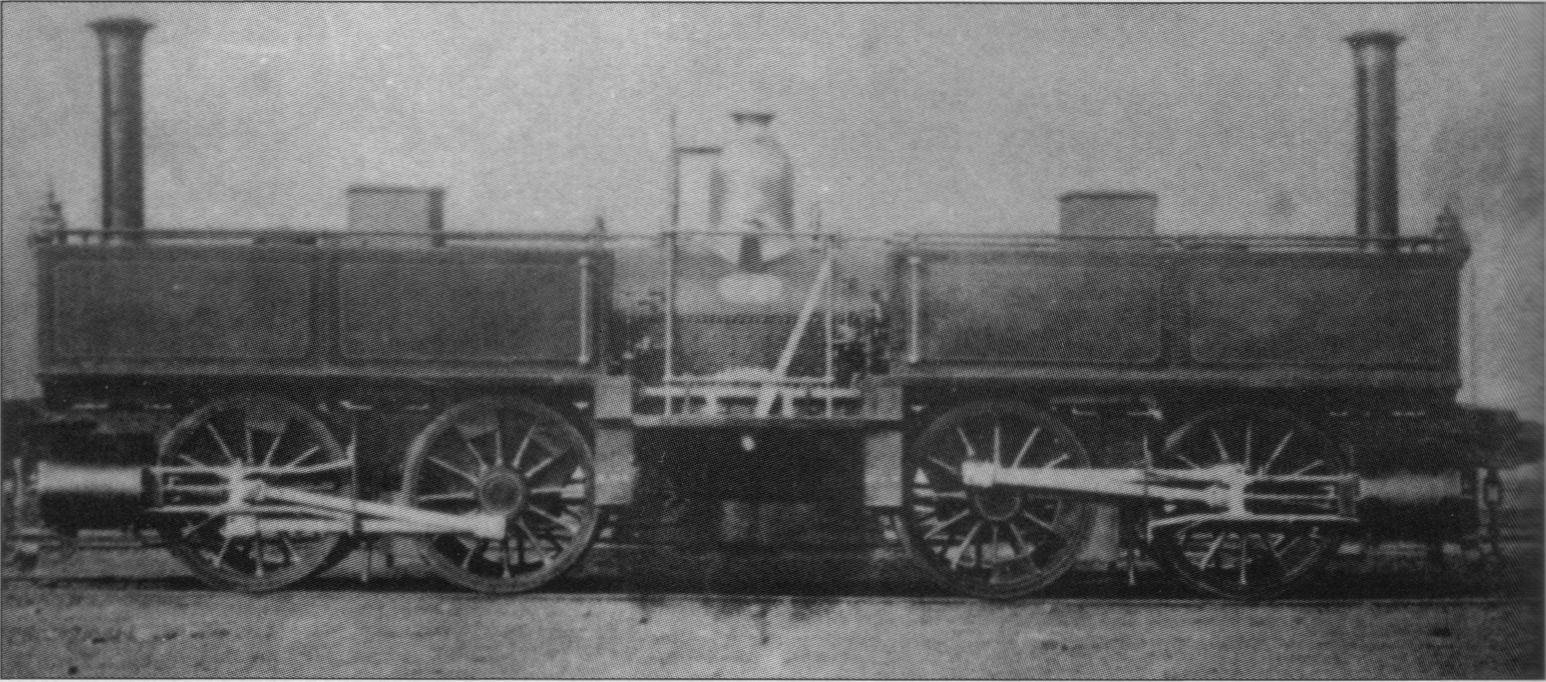
Mountaineer, construida en 1866 por James Cross and Company para el Ferrocarril de Neath y Brecon

La primera locomotora de este tipo fue The Progress, construida en 1865 por James Cross and Company para el Ferrocarril de Neath y Brecon. Sin embargo, el proyecto de las dos mitades de la caldera a través de una cámara de combustión no tuvo éxito. Había una tendencia a que la mayoría de los gases calientes procedentes del hogar atravesaran una mitad de la caldera, por lo que la otra mitad contribuía poco al aumento de vapor y fue ineficiente. La primera Fairlie del Ferrocarril de Ffestiniog, denominada Little Wonder (Pequeña Maravilla) tenía fogones separados, y demostró que funcionaba mucho mejor. 

#### Tripulación
El conductor de la locomotora (el maquinista) trabajaba en un lado de la locomotora y el fogonero en el otro; separados por los fogones. Los reguladores de potencia de ambos bogies se ubicaron sobre el centro de las cámaras de combustión, con la válvula del freno de vapor en un extremo. 

#### Bogies motorizados
Por debajo, la locomotora se apoyaba en dos bogies motorizados giratorios, con todas las ruedas accionadas; las locomotoras más pequeñas tenían bogies de cuatro ruedas, mientras que las más grandes tenían seis ruedas. Los cilindros en cada bogie apuntaban hacia afuera, hacia los extremos de la locomotora. Se montaron acopladores y amortiguadores (en su caso) en los bogies, no en el bastidor de la locomotora, de modo que giraban con la curvatura de la vía. 

#### Suministro de vapor
El vapor se entregaba a los cilindros a través de tubos flexibles. Inicialmente, se trataba de unos tubos de cobre en espiral, pero se rompían cada poco tiempo con el uso. Las locomotoras posteriores tenían tubos de conexión rígidos, pero con la flexibilidad necesaria proporcionada por articulaciones metálicas de rótula, similares a las utilizadas en la cristalería de laboratorio.

#### Combustible y agua
El combustible y el agua eran transportados en la locomotora, en tanques laterales al lado de cada caldera para el agua, y carboneras para el combustible por encima de ellos.

## Ejemplos en uso
Tras el éxito de la Little Wonder, Fairlie organizó una serie de demostraciones muy exitosas en la línea de Ffestiniog en febrero de 1870, presentando su máquina a delegaciones de gran alcance de muchas partes del mundo. Esto contribuyó a expandir su invención (y el concepto del ferrocarril de vía estrecha en el que se basaba) por todo el mundo. 
Se construyeron locomotoras para muchas colonias británicas, para la Rusia imperial, e incluso un ejemplo para los Estados Unidos. 
En 1879, la primera línea ferroviaria del gobierno en Australia Occidental, desde Geraldton a Northampton, utilizó dos Fairlies dobles como su tercer y cuarto elemento de fuerza motriz, respectivamente, pero sin mucho éxito. Los únicos usos realmente exitosos de la locomotora Fairlie, aparte del Ferrocarril de Ffestiniog, fueron en México, Nueva Zelanda y Rusia (en el Ferrocarril Transcaucásico). 

### Gales

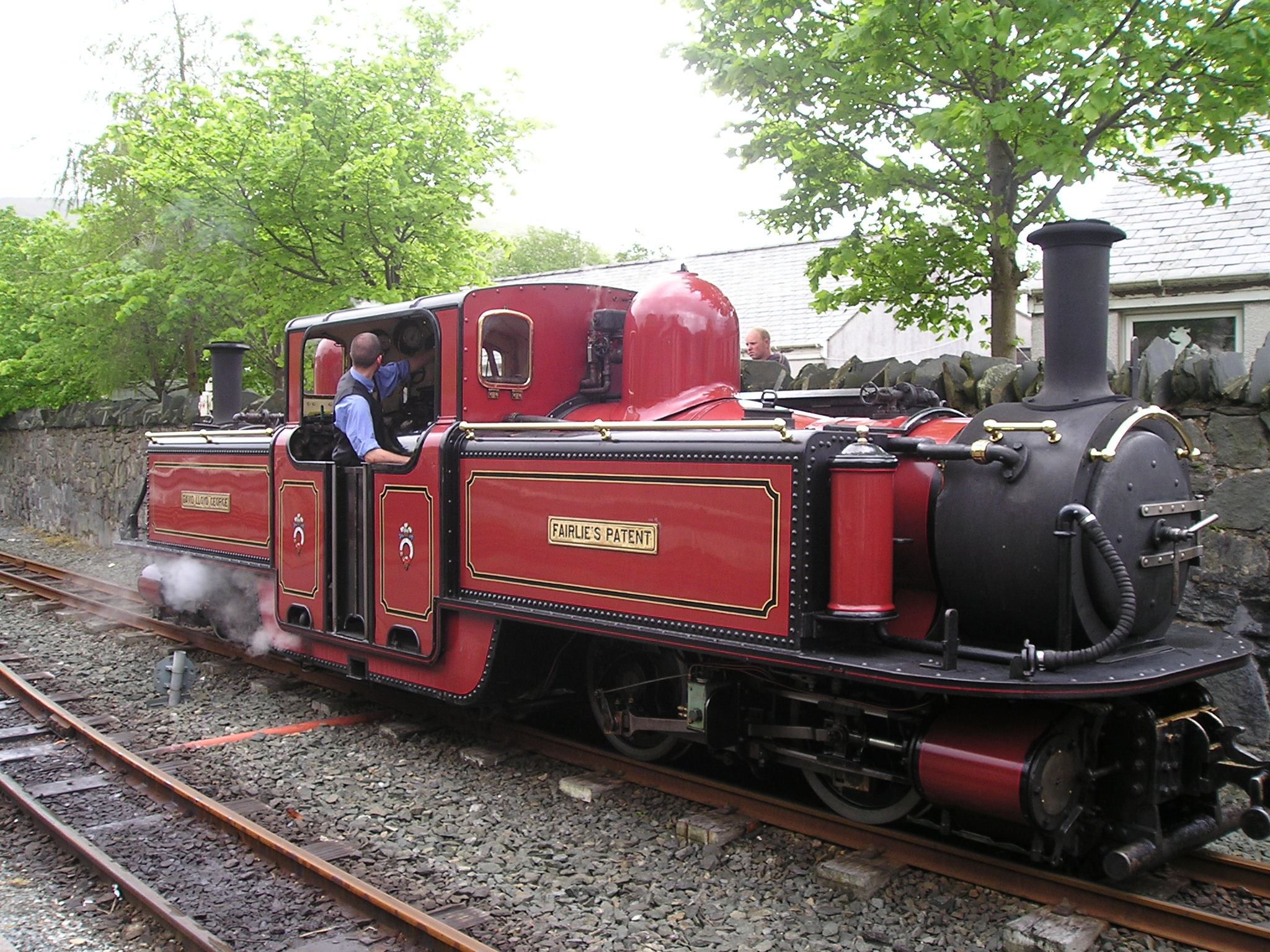
La David Lloyd George, construida en 1992 para el Ferrocarril de Ffestiniog

En 1869, la compañía de Fairlie construyó una locomotora, llamada Little Wonder para el Ferrocarril de Ffestiniog, un ferrocarril de vía estrecha dedicado al transporte de pizarra en el norte de Gales. El Ffestiniog fue la primera vía férrea estrecha (23 1/2 plg (597 mm)) en utilizar locomotoras. El diseño de Fairlie significaba que los fogones y los ceniceros no estaban restringidos por el ancho del bastidor o la vía, sino solo por el gálibo de carga general. Little Wonder tuvo tanto éxito que Fairlie otorgó a la Compañía Ferroviaria de Festiniog una licencia perpetua para usar su patente de locomotora sin restricciones, a cambio de usar la línea y el éxito de sus locomotoras Fairlie en su publicidad. El Ffestiniog adquirió un total de seis locomotoras Fairlie, con tres en servicio en 2011, y una en exhibición en el Museo Nacional del Ferrocarril. Una séptima máquina, la James Spooner II, está actualmente en construcción en sus talleres en Boston Lodge y entraría en servicio en 2020.

### Estados Unidos

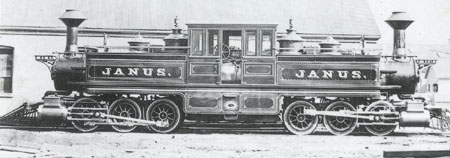
Mason Janus, 1877

La locomotora vendida en los EE. UU. se puso en servicio en el nuevo Ferrocarril del Oeste de Denver y Río Grande en 1872, y se denominó "Mountaineer". Era una locomotora más pequeña, con bogies de cuatro ruedas, dándole una  configuración 0-4-4-0. La experiencia del ferrocarril con la locomotora fue muy parecida a la registrada en otras partes, y una indicación del hecho de que, aunque Fairlie había eliminado varios problemas de la locomotora convencional, había introducido otros propios. Al menos una Fairlie doble 0-6-6-0 T (en la foto de arriba) fue construida por Mason Machine Works en Taunton (Massachusetts). 

### Canadá

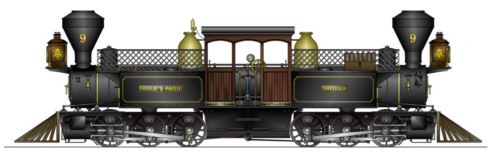
Toronto y Nipissing Fairlie 0-6-6-0 No.9 Shedden construida por Avonside Engine Company, Bristol, Inglaterra, 1871

A principios de la década de 1870, Avonside de Bristol construyó cinco locomotoras de patente Fairlie para su uso en los ferrocarriles canadienses de vía estrecha. El Ferrocarril de Toronto y Nipissing utilizó una Fairlie sencilla (con un ancho de vía de 3 pies 6 plg (1067 mm)) desde 1871 hasta que la línea se convirtió a 4 pies 8,5 plg (1435 mm) en 1883. 
El Ferrocarril de Toronto, Gray y Bruce, en Ontario, también usó una locomotora Fairlie para vía de 1067 mm, entregada en 1872. 
En la isla del Cabo Bretón se utilizaron las locomotoras de patente Fairlie (ancho de vía de 3 pies (914 mm)) construidas por la Compañía Avonside de Bristol, para transportar carbón entre Sydney y las Minas de Reserve desde 1872 hasta 1902. El libro de Herb MacDonald "Cape Breton Railways: An Illustrated History" (Cape Breton University Press, 2012) afirma que "un diario de la industria ferroviaria publicado a principios de 1903 indicaba que 'las viejas locomotoras de doble extremo ... se han desguazado recientemente en las minas de Reserve, y serán eliminadas como vieja chatarra. Los maquinistas que las desarmaron dicen que fue el trabajo más duro que jamás abordaron, ya que las máquinas estaban muy sólidamente construidas y las piezas en su mayoría estaban forjadas". 

### México

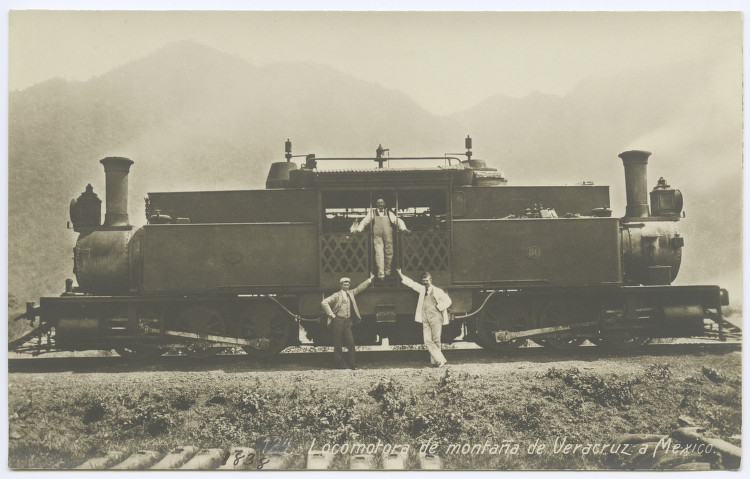
Locomotora de Montaña Fairlie, Veracruz, hacia 1903

En México, el Ferrocarril Mexicano (FCM) usó máquinas Fairlie en un tramo montañoso de la línea entre la Ciudad de México y Veracruz, para la que se importaron desde Inglaterra 49 enormes máquinas Fairlie 0-6-6-0 T, que pesaban alrededor de 125 toneladas cortas (111,6 LT; 113,4 t). Siendo las locomotoras más grandes y potentes disponibles en México hasta entonces, se usaron hasta que la línea se electrificó en la década de 1920. Las cifras de esfuerzo de tracción (véase la tabla que figura a continuación) son impresionantes en comparación con una locomotora relativamente moderna, por ejemplo, la BR Standard Clase 9F. 
L. T. C. Rolt escribió:
 "... fue el ferrocarril mexicano el que se convirtió en el seguidor más devoto de Fairlie. En 1871 se construyeron tres Fairlie Avonside de doce ruedas para esta Compañía para trabajar el tráfico en la sección con fuertes pendientes de la línea principal entre Córdoba y los 7923 pies (2414,9 m) de la Boca del Monte, la cumbre de las montañas del Orizaba, a una distancia de 108 millas (173,8 km). Tuvieron tanto éxito que fueron las precursoras de no menos de cincuenta Fairlie suministradas a México por Avonside y otros constructores británicos durante un período de cuarenta años". 
Durrant adoptó una visión más escéptica:
"Las Fairlies más grandes construidas fueron ... de 102 toneladas cortas (91,1 LT; 92,5 t) para el Ferrocarril Mexicano ... A pesar de sus impresionantes proporciones, estas máquinas estaban desprovistas de sobrecalentadores o disposiciones modernas de válvulas y pronto fueron reemplazados por la electrificación". 
Esta tabla muestra breves detalles de las locomotoras. Las especificaciones detalladas se pueden encontrar en steamlocomotive.com
| Clase | Serie   | Fecha | Constructor      | Capacidad tractora (lb o kg) | Peso (lb o kg))               | Notas          |
| ----- | ------- | ----- | ---------------- | ---------------------------- | ----------------------------- | -------------- |
| n / k | n / k   | 1871  | Avonside         | n / k                        | n / k                         | 3 locomotoras  |
| n / k | n / k   | n / k | n / k            | n / k                        | n / k                         | 19 locomotoras |
| R-1   | 159-170 | 1889  | Neilson          | 39 893 libras (18 095,1 kg)  | 216 994 libras (98 426,7 kg)  | -              |
| R-1   | 171-180 | 1902  | Norte Británico  | 37 614 libras (17 061,4 kg)  | 222 656 libras (100 995 kg)   | -              |
| R-2   | 181-182 | 1907  | Norte Británico  | 46 059 libras (20 892 kg)    | 269 024 libras (122 027,1 kg) | -              |
| R-3   | 183-185 | 1911  | Fundición Vulcan | 59 133 libras (26 822,3 kg)  | 309 120 libras (140 214,4 kg) | -              |

Clave:
- Fecha = fecha de construcción de la primera locomotora del lote. La entrega puede haberse extendido durante varios años.
- n / k = desconocido

Durrant muestra una fotografía (acreditada a English Electric) de la máquina número FCM 184, construida por Vulcan Foundry (VF) en 1911. Es de apariencia típicamente británica, aparte del domo del arenero, que curiosamente solo aparece en un extremo. Esta fotografía de la número 183 del FCM muestra una locomotora de apariencia claramente estadounidense. Si es una de las máquinas de la Fundición Vulcan, ciertamente ha sido fuertemente reconstruida. 
Las máquinas de la Fundición Vulcan se fabricaron casi con toda seguridad para usar petróleo como combustible. La imagen en el libro de Durrant parece una fotografía de trabajo, que muestra la máquina en sus nuevas condiciones. Se aprecian depósitos rectangulares en la parte superior de las calderas, que era la disposición habitual en las Fairlie a petróleo. El calor de las calderas mantenía el combustible caliente y evitaba que se volviera demasiado viscoso en climas fríos.

### Irlanda
- El Gran Ferrocarril del Sur y del Oeste tenía dos Fairlie simples.[8][9]

### Nueva Zelanda
En Nueva Zelanda, las Fairlie simples de las Clases R y S; y las Fairlie dobles de las Clases B y E, fueron un encargo de la década de 1870 para su uso en la red de vía estrecha (3 pies 6 plg (1067 mm)) neozelandesa construida bajo el programa de 1870 de "Grandes Obras Públicas" de Julius Vogel para desarrollar el país. Tres de las Fairlie de la Clase S fueron vendidas a los Ferrocarriles de Australia del Oeste en 1891.

### Rusia

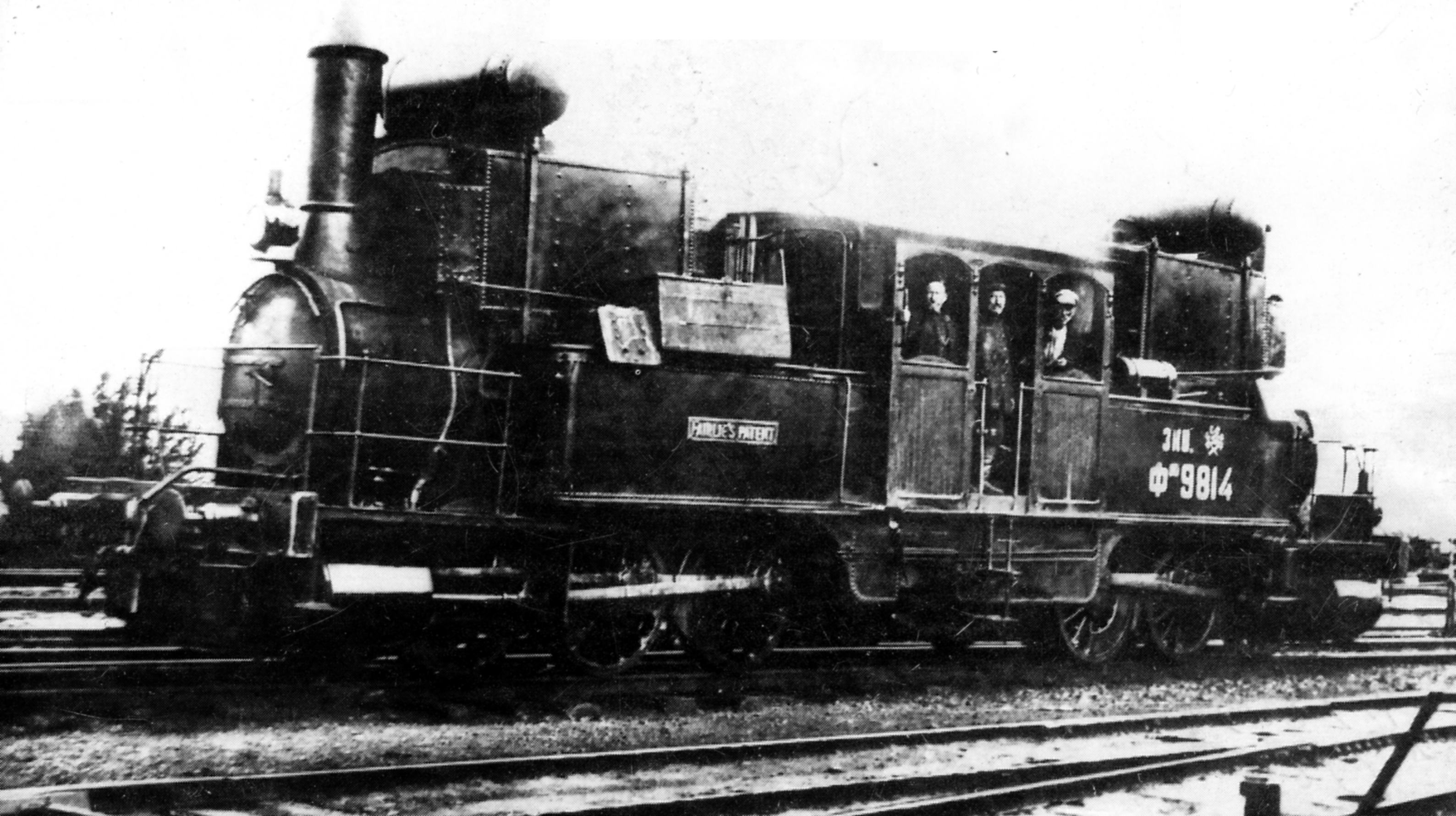
Fairlie impulsada por petróleo de la serie F rusa, construida en 1884

En Rusia, las Fairlies se utilizaron en una línea entre Tambov y Saratov (1871-1887) y en el Paso de Surami del Ferrocarril Transcaucásico (desde 1872). Estas locomotoras, como las usadas en México, tenían configuración 0-6-6-0. Las primeras de ellas fueron construidas en Inglaterra (Avonside Engine Company, Yorkshire Engine Company y Sharp Stewart and Company), el segundo lote fue realizado por fábricas alemanas (1879), y el último por la fábrica Kolomna (1884) bajo licencia. Las locomotoras más grandes pesaban 90 toneladas y funcionaban con petróleo. En 1912, todas las Fairlies en Rusia se incluyeron en la serie F y se usaron hasta 1934, cuando la línea a través del paso Surami se electrificó. 

### India y Birmania
En 1879, la Avonside Engine Company construyó 25 Fairlie Dobles destinadas al servicio para la tercera guerra anglo-afgana. El pedido se canceló en 1880, pero ya se habían construido 17 locomotoras y fueron compradas por los Ferrocarriles Estatales de la India, aunque una se perdió en el mar durante el traslado a la India. Las locomotoras restantes trabajaban en el paso de Bolān del ferrocarril, pero no tuvieron éxito y se almacenaron en 1887. Diez fueron a Birmania en 1896 y otras cuatro fueron enviadas en 1907 al Ferrocarril de la Montaña Nilgiri, donde trabajaron al menos hasta 1914.

## Problemas de diseño

### Combustible y agua
El problema más crítico era la ausencia de un ténder, lo que significaba que la capacidad de combustible y agua era muy pequeña. Una locomotora ya es un lugar ocupado por los tripulantes de la máquina, y el diseño de Fairlie le dio aún menos espacio para colocar sus suministros que una locomotora de tanque normal, que al menos tiene un espacio detrás de la cabina del maquinista para almacenar el combustible. Además, la posición central de la cabina significaba que era difícil agregar posteriormente un ténder. Como fue más tarde el caso con las locomotoras de la Clase Leader de Bulleid, el pequeño espacio para almacenar el combustible no habría sido un problema si se hubiera utilizado fueloil en lugar del carbón. Algunas de las grandes Fairlies vendidas en México (véase arriba) fueron alimentadas con petróleo y, en los últimos tiempos, el uso de gasoil se ha adaptado al Ferrocarril de Ffestiniog (véase más abajo). 

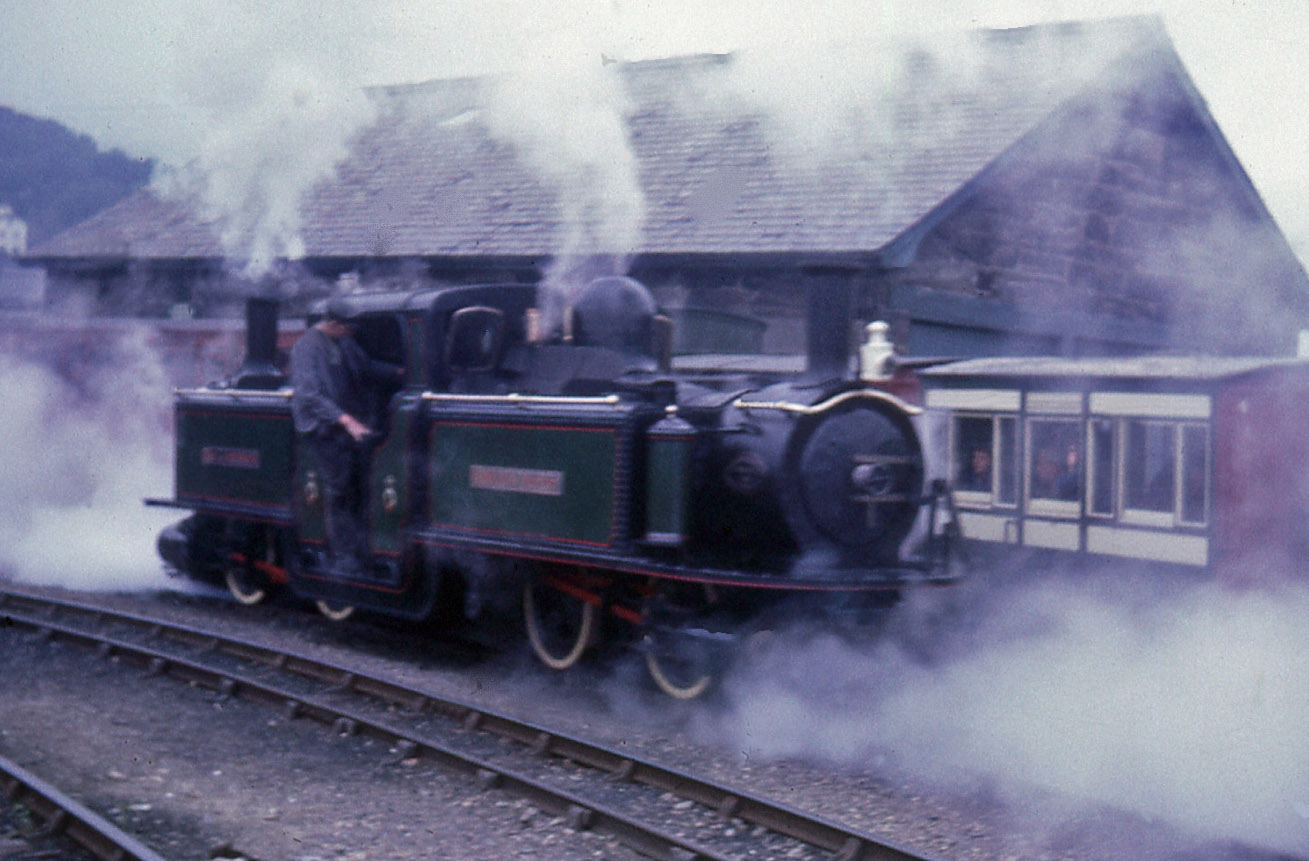
Locomotora Earl of Merioneth del Ferrocarril de Festiniog en Porthmadog, verano de 1967

### Tubos de vapor
También eran problemáticos los tubos de vapor flexibles hacia y desde los cilindros de cada motor; eran propensos a fugas, e implicaban una pérdida de energía. Estos problemas se resolvieron parcialmente. Rolt registra que las dificultades encontradas en 1909 con el diseño y la construcción de las conexiones de vapor flexibles herméticas al vapor para la locomotora Garratt fueron resueltas por los diseñadores de Beyer Peacock después de estudiar una descripción de las juntas esféricas de vapor utilizadas en una locomotora Fairlie construida para el ferrocarril de Ffestiniog, a lo que siguió una visita al ferrocarril galés para observar estas locomotoras trabajando.

### Bogies motorizados
Otro problema radica en los bogies tractores. Había una buena razón para disponer ruedas sin tracción en una locomotora de vapor, ya que cumplían la función de estabilizar la locomotora, reducir su tendencia al movimiento de lazo al rodar en línea recta, y mejorar la inscripción de la locomotora en las curvas y, por lo tanto, reducir los descarrilamientos. Las primeras Fairlie tenían la tendencia de ser bruscas, ásperas con respecto a la vía sobre la que circulaban y más propensas a descarrilarse de lo que deberían haber sido. Esto fue en parte cierto para la Little Wonder, que debió ser reemplazada después de un uso intensivo de menos de veinte años. En gran medida, el problema no era el uso de bogies motorizados, sino los fallos en su diseño y especialmente la ausencia de peso en los extremos posteriores de los bogies para contrarrestar el esfuerzo de los cilindros. Las máquinas posteriores del Festiniog se comportaban mucho más suavemente sobre las vías. Todas las Fairlie del Festiniog han tenido fama de tener una paso más suave que las máquinas originales de George England and Co.

### Visibilidad
El maquinista está a un lado del fogón y el fogonero al otro. Como resultado,, la locomotora se conduce desde el lado izquierdo cuando va en un sentido, y desde el lado derecho cuando va en el otro. Esto no facilitaba la visibilidad de las señales. 

### Resumen
La aceptación de las Fairlie estaba condicionada por su reducida capacidad de almacenar agua y por las fuerzas de desequilibrio generadas por sus pistones de accionamiento directo.

## Fairlie Simple y Mason Bogie

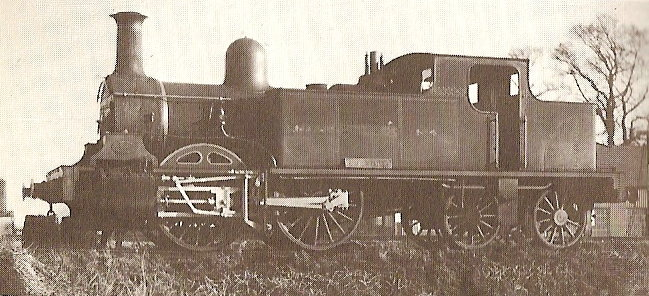
Fairlie Simple 0-4-4 T del Ferrocarril de Swindon Marlborough & Andover (1878)

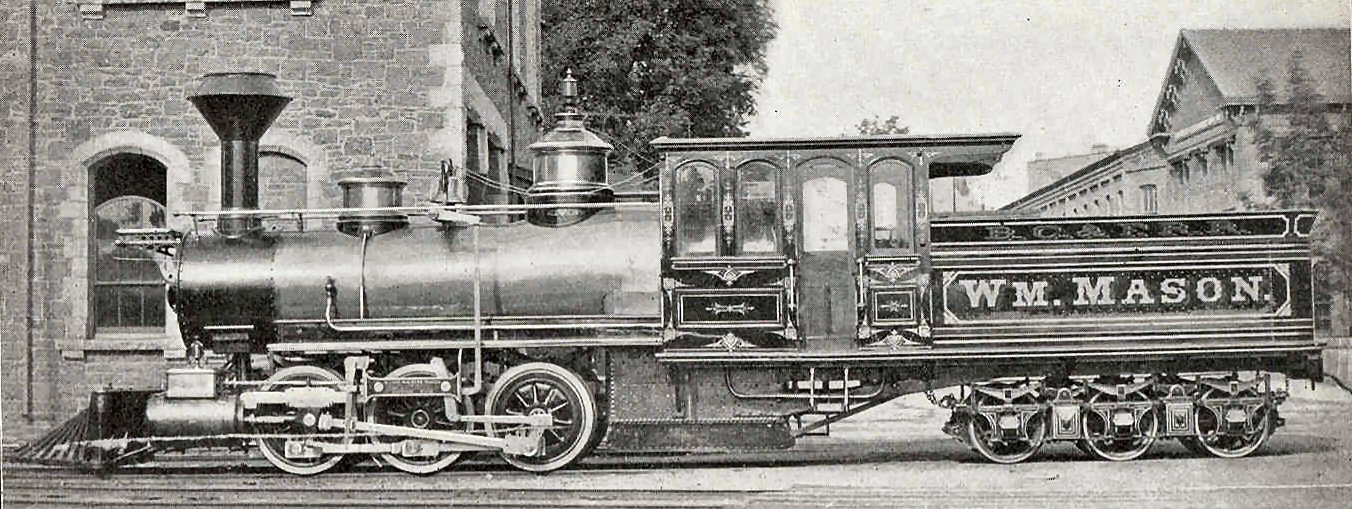
Locomotora de vapor Mason Bogie "Wm. Mason". Foto del constructor de 1874

Una variación de la Fairlie que disfrutó de cierta popularidad, especialmente en los Estados Unidos, fue la Fairlie sencilla, esencialmente la mitad de una Fairlie doble, con una caldera, una cabina en un extremo y un único bogie motor articulado, combinado con un bogie sin tracción situado debajo de la cabina, manteniendo la capacidad de circular por curvas cerradas. Este diseño abandonó la naturaleza bidireccional de la Fairlie doble, pero recuperó la capacidad de tener una gran carbonera y un depósito de agua detrás de la cabina, y la posibilidad de utilizar un ténder si fuera necesario. La única caldera convencional hizo que el mantenimiento fuera más barato y eliminó la separación entre los tripulantes. Se construyó una buena cantidad, especialmente por el licenciatario de Fairlie en los Estados Unidos, William Mason, quien construyó 146 o más locomotoras Mason Bogie. En el Reino Unido, solo se utilizó una Fairlie 0-4-4T por el Ferrocarril de Swindon, Marlborough y Andover, y tres 0-6-4 T por los Ferrocarriles de Vía Estrecha del Norte de Gales. Además de sus icónicas Fairlie dobles, el Ferrocarril de Ffestiniog también posee una locomotora 0-4-4 T Fairlie Simple, cuyo bogie motriz es esencialmente el mismo que los utilizados por sus Fairlies dobles. 

Tanto en el Reino Unido como en los EE. UU., las Fairlie simples fueron las primeras locomotoras en cada país en utilizar el engranaje de válvula Walschaerts europeo. El engranaje de enlace de Stephenson, que era el habitual en ese momento, usaba múltiples excéntricas entre los bastidores, pero el engranaje de Walschaerts estaba montado fuera de los bastidores y las bielas, lo que fue ventajoso porque el sistema de Fairlie requería este espacio entre los bastidores para situar el pivote del bogie. 

## Locomotora Péchot-Bourdon

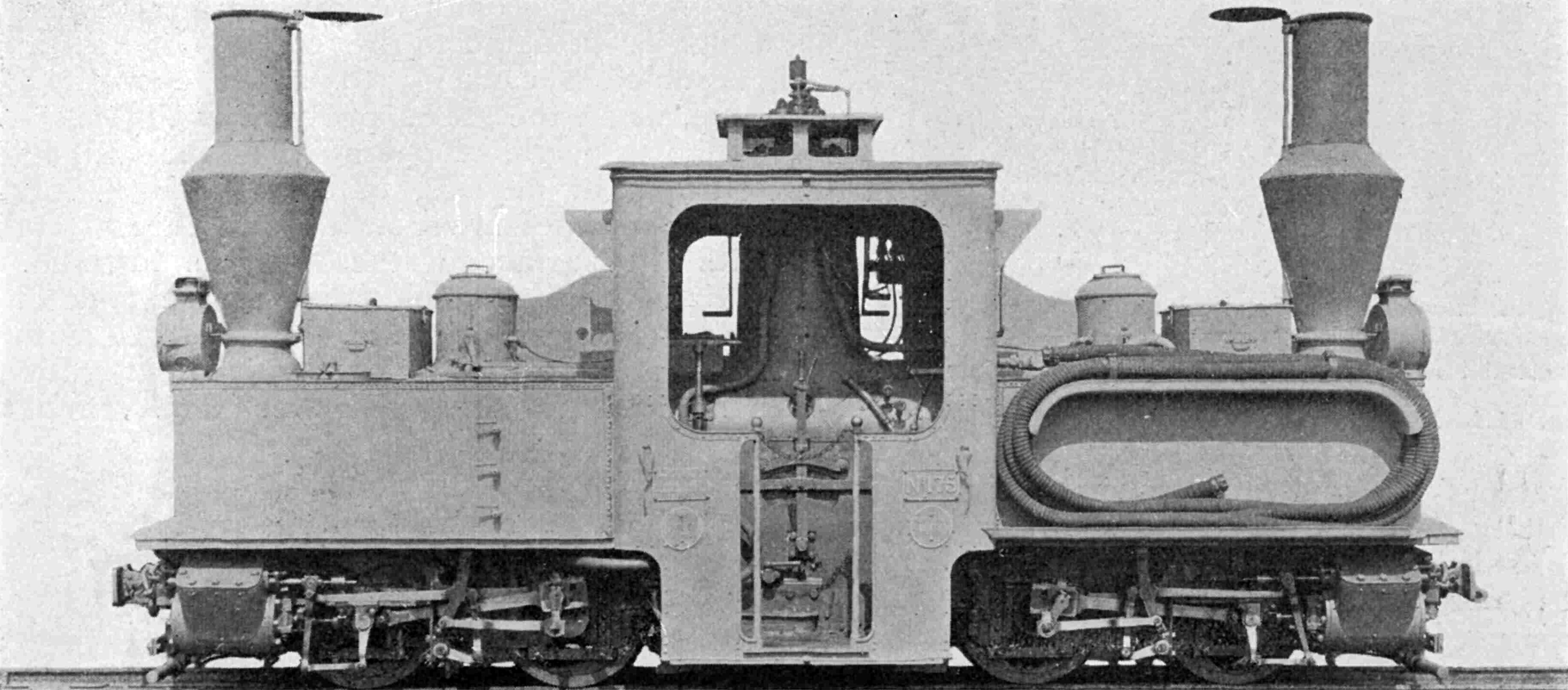
Locomotora Péchot-Bourdon construida por Baldwin, del lado del maquinista

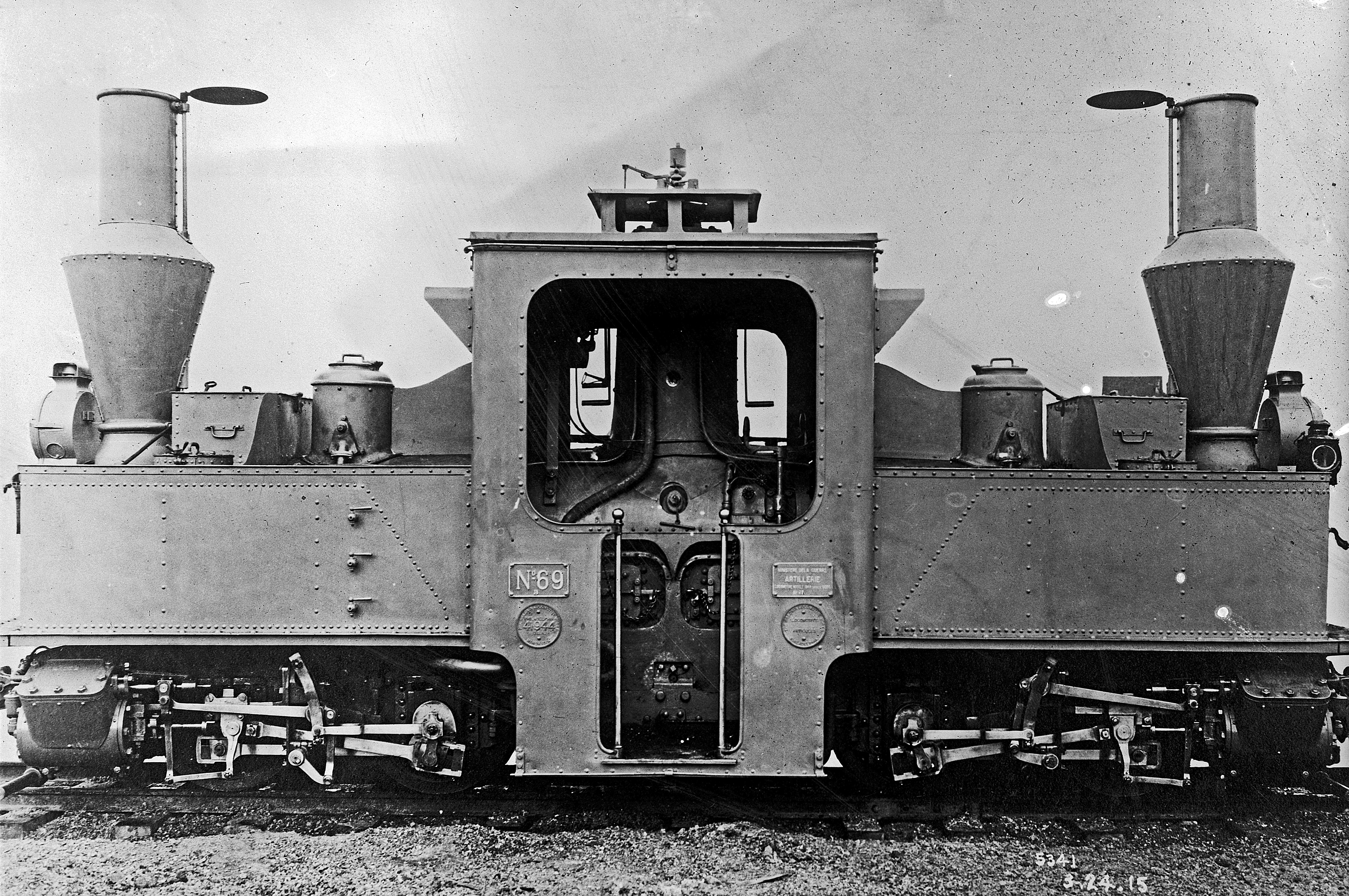
Locomotora Péchot-Bourdon construida por Baldwin, lado del fogonero

La locomotora Péchot-Bourdon fue el desarrollo final del tipo Fairlie. Desarrollada por el Capitán Péchot de la artillería francesa, estaba ideada para operar en las vías de 600 mm (1' 113/5") utilizadas por la artillería de campo y en las fortalezas. El diseño fue elegido en la creencia de que si una caldera o conjunto de engranajes de válvula quedara dañado por el fuego enemigo, la locomotora podría continuar funcionando. La principal diferencia entre una Fairlie y la Péchot-Bourdon es que esta última solo tenía una cúpula de vapor. Solo se construyó un ejemplar de prueba, una 0-4-4-0 T. Alrededor de cincuenta unidades se fabricaron en 1906, y otras 280 se produjeron durante la Primera Guerra Mundial (algunas construidas en Estados Unidos por Baldwin Locomotive Works). 
Máquinas preservadas
Se conservan dos ejemplos, uno en el Museo del Ferrocarril de Frankfurt, prestado por el Museo del Transporte de Dresde, Alemania; y otro en Serbia, en el Museo del Ferrocarril de Pozega.
Modelismo
Scalelink produce un modelo a escala 1:32 de la locomotora Péchot-Bourdon.

## Fairlie Modificada
La Fairlie Modificada fue presentada por la Compañía Británica de Locomotoras del Norte a los Ferrocarriles Sudafricanos en 1924. Era similar en apariencia a una Garratt, pero la caldera, los tanques de combustible y de agua estaban montados en un solo bastidor, que giraba sobre los bogies motrices. Esta disposición difiere de la Garratt, en la que los depósitos de combustible y de agua están montados directamente sobre los bogies tractores. 

## Locomotoras Fairlie conservadas

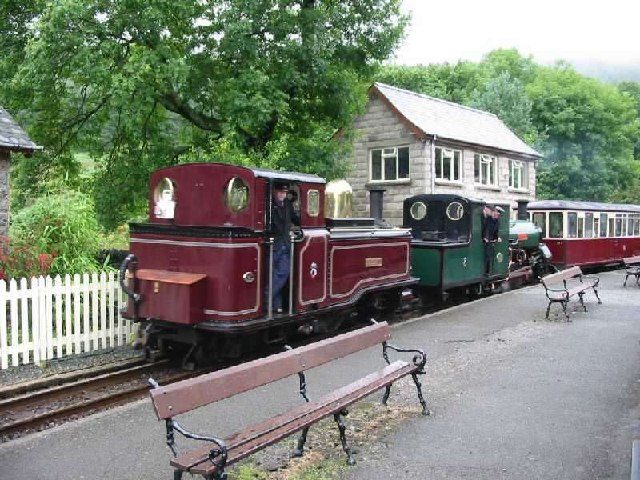
Fairlie Simple Taliesin (en primer plano)

### Operativas
El Ferrocarril de Ffestiniog en Gales todavía utiliza locomotoras de patente Fairlie hasta el día de hoy. Posee dos Fairlie dobles y una Fairlie simple en condiciones de funcionamiento. La locomotora doble Fairlie más reciente, David Lloyd George, fue construida en 1992 en las propios talleres del Ffestiniog situados en Boston Lodge. La veterana Merddin Emrys de 1879 fue la primera máquina construida en Boston Lodge. El Ffestiniog también poseía y operaba la Taliesin, una Fairlie simple, desde 1876 hasta 1927. Retirada en 1935, se construyó una réplica en Boston Lodge en 1999. 
Las Fairlie del Ferrocarril de Ffestiniog fueron diseñadas para quemar carbón. Después de los ensayos realizados en 1971, en común con la mayoría de las otras máquinas del Ffestiniog, se modificaron para quemar gasoil. En 2005, la Earl of Merioneth se reconvirtió al carbón, a pesar de haber sido construida para quemar petróleo. El éxito de esta reconversión se tradujo en que la Merddin Emrys, la más antigua de las Fairlies del Festiniog, se adaptara nuevamente a la quema de carbón en 2007.
La Fairlie más antigua aún en funcionamiento es una Bogie Mason preservada en el Museo Henry Ford en Dearborn (Míchigan). La locomotora 0-6-4 fue construida en 1873 y todavía transporta pasajeros en un tren turístico durante la temporada de verano. 

### No operativas
La locomotora Fairlie doble The Earl of Merioneth se conserva en Boston Lodge, donde se construyó en 1979. Se retiró del servicio el 8 de abril de 2018. La Fairlie simple Josephine (Ferrocarril de Dunedin & Port Chalmers # 2, NZR E 175, PWD # 504) se conserva en la Isla Sur de Nueva Zelanda. 
Una Fairlie doble se encuentra en el Museo Otago Settlers de Dunedin, y otra Fairlie de la Clase R 28, se exhibe en Reefton. La R 28 es la única Fairlie simple británica original que se conserva, la Taliesin del Festinog es una réplica construida en 1999. Los restos de otra de estas máquinas, la R 271, se utilizaron como escollera en Oamaru para proteger los astilleros ferroviarios contra la erosión costera en 1930, y desde entonces pasó a ser propiedad de la Sociedad de Vapor y Ferrocarril de Oamaru. 
La Sociedad de Ferrocarriles de Canterbury tiene dos calderas más de la clase R, y dos bogies motores de unas Fairlies dobles de las Clases B y E en su Ferrocarril de Ferrymead, en Christchurch. 
Una máquina Fairlie doble tipo tranvía también se conserva en el este de Alemania, y una de las locomotoras originales del Festiniog, la Livingston Thompson de 1885, se encuentra en el Museo Nacional del Ferrocarril de York. 

### En construcción
Una nueva Fairlie doble, que se llamará James Spooner, está en construcción por el Ferrocarril Ffestiniog. La locomotora se anunció en 2016, con una fecha de finalización prevista para 2020, en el 150 aniversario de los ensayos de Little Wonder en 1870. Reemplazará a la Earl of Merioneth. 

### En la ficción
En la serie de televisión infantil Thomas y sus amigos, basada en la serie de libros The Railway escrita por W. Awdry, Mighty Mac es una Fairlie de doble extremo en el ferrocarril de vía estrecha de Skarloey.